# Afrique du Sud-Écosse en rugby à XV
Cet article retrace les confrontations entre l'équipe d'Afrique du Sud et l'équipe d'Écosse en rugby à XV. Les deux équipes se sont affrontées à vingt-neuf reprises dont trois fois en Coupe du monde. Les Sud-Africains ont remporté vingt quatre rencontres contre cinq pour les Écossais.

## Historique

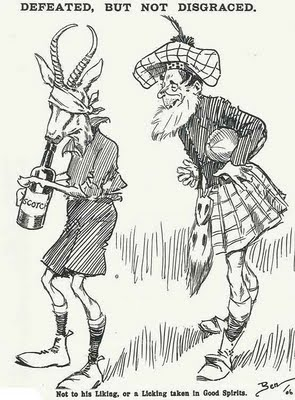
Dessin de presse à la suite de la victoire écossaise 6-0 en 1906.

L'équipe d'Écosse l'emporte en 1906 pour la première rencontre, deux fois consécutivement en 1961 et 1965, puis en 2002, où elle remporte sa victoire la plus nette (21 à 6). Les Boks ont pour leur part infligé un (68 à 10) aux Écossais. L'Afrique du Sud était sur sa meilleure série dans les années 2000 : sept victoires consécutives. Mais cette série est brisée le 20 novembre 2010 lors du test match en Écosse à Murrayfield, par la victoire surprise des Écossais face aux champions du monde 2007.

## Confrontations
| No | Date              | Lieu                                                          | Match                   | Score   | Compétition                       |
| -- | ----------------- | ------------------------------------------------------------- | ----------------------- | ------- | --------------------------------- |
| 1  | 17 novembre 1906  | Hampden Park, Glasgow — Écosse                                | Écosse – Afrique du Sud | 6 – 0   | test match                        |
| 2  | 23 novembre 1912  | Stade d'Inverleith, Édimbourg — Écosse                        | Écosse – Afrique du Sud | 0 – 16  | test match                        |
| 3  | 16 janvier 1932   | Murrayfield Stadium, Édimbourg — Écosse                       | Écosse – Afrique du Sud | 3 – 6   | test match                        |
| 4  | 24 novembre 1951  | Murrayfield Stadium, Édimbourg — Écosse                       | Écosse – Afrique du Sud | 0 – 44  | test match                        |
| 5  | 30 avril 1960     | Boet Erasmus Stadium — Port Elizabeth, Union d'Afrique du Sud | Afrique du Sud – Écosse | 18 – 10 | test match                        |
| 6  | 21 janvier 1961   | Murrayfield Stadium, Édimbourg — Écosse                       | Écosse – Afrique du Sud | 5 – 12  | test match                        |
| 7  | 17 avril 1965     | Murrayfield Stadium, Édimbourg — Écosse                       | Écosse – Afrique du Sud | 8 – 5   | test match                        |
| 8  | 6 décembre 1969   | Murrayfield Stadium, Édimbourg — Écosse                       | Écosse – Afrique du Sud | 6 – 3   | test match                        |
| 9  | 19 novembre 1994  | Murrayfield Stadium, Édimbourg — Écosse                       | Écosse – Afrique du Sud | 10 – 34 | test match                        |
| 10 | 6 décembre 1997   | Murrayfield Stadium, Édimbourg — Écosse                       | Écosse – Afrique du Sud | 10 – 68 | test match                        |
| 11 | 21 novembre 1998  | Murrayfield Stadium, Édimbourg — Écosse                       | Écosse – Afrique du Sud | 10 – 35 | test match                        |
| 12 | 3 octobre 1999    | Murrayfield Stadium, Édimbourg — Écosse                       | Écosse – Afrique du Sud | 29 – 46 | Coupe du monde (poule A)          |
| 13 | 16 novembre 2002  | Murrayfield Stadium, Édimbourg — Écosse                       | Écosse – Afrique du Sud | 21 – 6  | test match                        |
| 14 | 7 juin 2003       | ABSA Stadium, Durban — Afrique du Sud                         | Afrique du Sud – Écosse | 29 – 25 | test match                        |
| 15 | 14 juin 2003      | Ellis Park Stadium, Johannesburg — Afrique du Sud             | Afrique du Sud – Écosse | 28 – 19 | test match                        |
| 16 | 27 novembre 2004  | Murrayfield Stadium, Édimbourg — Écosse                       | Écosse – Afrique du Sud | 10 – 45 | test match                        |
| 17 | 10 juin 2006      | Kings Park Stadium, Durban — Afrique du Sud                   | Afrique du Sud – Écosse | 36 – 16 | test match                        |
| 18 | 17 juin 2006      | Boet Erasmus Stadium, Port Elizabeth — Afrique du Sud         | Afrique du Sud – Écosse | 29 – 15 | test match                        |
| 19 | 25 août 2007      | Murrayfield Stadium, Édimbourg — Écosse                       | Écosse – Afrique du Sud | 3 – 27  | test match                        |
| 20 | 15 novembre 2008  | Murrayfield Stadium, Édimbourg — Écosse                       | Écosse – Afrique du Sud | 10 – 14 | test match                        |
| 21 | 20 novembre 2010  | Murrayfield Stadium, Édimbourg — Écosse                       | Écosse – Afrique du Sud | 21 – 17 | test match                        |
| 22 | 17 novembre 2012  | Murrayfield Stadium, Édimbourg — Écosse                       | Écosse – Afrique du Sud | 10 – 21 | test match                        |
| 23 | 15 juin 2013      | Stade Mbombela, Nelspruit — Afrique du Sud                    | Afrique du Sud – Écosse | 30 – 17 | South African Quadrangular Series |
| 24 | 17 novembre 2013  | Murrayfield Stadium, Édimbourg — Écosse                       | Écosse – Afrique du Sud | 0 – 28  | test match                        |
| 25 | 28 juin 2014      | Nelson Mandela Bay Stadium, Port Elizabeth — Afrique du Sud   | Afrique du Sud – Écosse | 55 – 6  | test match                        |
| 26 | 3 octobre 2015    | St James' Park, Newcastle — Angleterre                        | Afrique du Sud – Écosse | 34 – 16 | Coupe du monde (poule B)          |
| 27 | 17 novembre 2018  | Murrayfield Stadium, Édimbourg — Écosse                       | Écosse – Afrique du Sud | 20 – 26 | test match                        |
| 28 | 13 novembre 2021  | Murrayfield Stadium, Édimbourg — Écosse                       | Écosse – Afrique du Sud | 15 – 30 | test match                        |
| 29 | 10 septembre 2023 | Stade Vélodrome, Marseille — France                           | Afrique du Sud – Écosse | 18 – 3  | Coupe du monde (poule B)          |